# Cobungra River
Der Cobungra River ist ein Fluss im nördlichen Gippsland im Osten des australischen Bundesstaates Victoria. 

## Verlauf
Er entspringt an den Hängen des Skigebietes von Mount Hotham und Mount Loch und ist ein Quellfluss des Mitta Mitta River, den er zusammen mit dem Big River bildet. Die beiden Quellflüssen treffen bei Anglers Rest am Omeo Highway im Alpine-Nationalpark aufeinander.
Die heutige historische Brücke des Omeo Highway bei Anglers Rest steht an der Stelle, an der früher eine Furt namens Jack's Crossing über den Fluss führte. Diese Furt wurde nach einem Vorarbeiter auf der nahegelegenen Mount-Wills-Schafstation benannt, der ertrank, als er im Jahre 1856 einige Packpferde über den gerade Hochwasser führenden Fluss geleiten wollte.
Der Cobungra River ist als gutes Fischwasser für Forellen bekannt.